# Лобунець Володимир Іванович
Володимир Іванович Лобунець (нар. 13 серпня 1925, м. Путивль (нині Сумська область України)) — кандидат  економічних наук, професор, академік Міжнародної академії технічної освіти.

## Біографія
Лобунець Володимир Іванович народився 13 серпня 1925 року в Путивлі, (нині Сумська область) в багатодітній родині вчителів. У 1929 році сім'я Лобунців переїхала в місто Харків. Батьки працювали в школах, а діти вчилися. До початку війни Володимир Іванович закінчив 8 класів середньої школи № 27, а у 1943 році призваний в Радянську Армію.
У складі 22-ї артилерійської дивізії, фронтових підрозділів 3 го Білоруського фронту Володимир Іванович бере участь в боях по звільненню міст Могильова, Мінська, Гродно, по взяття міст Гольдап, Інстербурга, Кенігсберга. На фронті Володимир Іванович був двічі поранений, інвалід війни 2-ї групи.
Після закінчення підготовчого відділення Харківського гірничого інституту і складання іспитів на атестат зрілості. Володимир Іванович був зарахований на перший курс цього інституту. Після закінчення вузу залишився працювати на викладацькій роботі. Лобунець В. І. очолив відділ виробничої практики потім — навчальну частину інституту. Вчений пройшов шлях від асистента старшого викладача до доцента кафедри економіки гірничої промисловості. У 1964 році став завідувачем кафедрою економіки і організації промислових підприємств. У січні 1967 року Володимир Іванович був переведений в Український заочний політехнічний інститут.

## Наукові праці
Володимир Лобунець — автор 127 наукових робіт, в тому числі:
- Використання алгоритмічних принципів у процесі навчання і педагогічного контролю знань студентів: Навч. посібник для студ. та викладачів інж.-пед.спец. / О. М. Дубовець и др.; За ред. О. М. Дубовця. — Х.: УІПА, 2001. — 131 с.
- Лобунец В. И. Методика и примеры технико-экономического обоснования средств автоматизации в дипломных проектах: Учеб. пособие для вузов по спец. «Электропривод и автоматизация пром. предприятий» / В. И. Лобунец, Л. У. Олейник, Е. Ф. Пелихов. — Х.: Вища шк., Изд-во при ХГУ, 1984.
- Лобунець В. І. Продуктивність праці на будівництві шахт /В. І. Лобунець. — К.: Гостехиздат УРСР, 1963. — 202 с.
- Лобунець В. І. Проходка підготовчих виробок / В. І. Лобунець, В. П. Трофімов. — К.: Техніка, 1967. — * Лобунець В. І. Зниження собівартості вугілля: [З досвіду вугільних шахт Донбасу] / В. І. Лобунець, Х. Ю. Бичурин, В. А. Івашко. — К.: Техніка, 1975. — 168

## Досягнення
- 1906 — присуджено звання професора.

## Нагороди
За активну участь в бойових діях під час Великої Вітчизняної війни Володимир Іванович нагороджений орденами Червоної Зірки, Вітчизняної війни І-го ступеня, орден «За мужність» ІІІ-го ступеня.
Серед нагород: орден Трудового Червоного Прапора, почесний знак «Шахтарська слава» ІІ-го ступеня, почесне звання «Заслужений працівник вищої школи», більше 20 медалей. У 2002 році йому присвоєно довічна державна стипендія.